# Бой у Тассафаронга
Бой у Тассафаронги (англ. Battle of Tassafaronga), известный также как Четвёртое сражение у острова Саво, японцами называется Ночное сражение у мыса Лунга (яп. ルンガ沖夜戦 Рунга-оки ясэн) — ночной бой, состоявшийся 30 ноября 1942 года между Токийским экспрессом из 8 эсминцев японского Императорского флота, доставлявших снабжение на остров Гуадалканал, под командованием контр-адмирала Райдзо Танаки и крейсерской эскадрой ВМС США под командованием контр-адмирала Карлтона Райта (англ. Carleton H. Wright) в ходе кампании на Соломоновых островах (являющейся частью кампании на Тихом океане в период 2-й мировой войны). Бой состоялся в проливе Железное дно у мыса Тассафаронга (Гуадалканал)
Используя радар, американские корабли открыли огонь и потопили один из японских эсминцев. Для японского отряда встреча с американскими кораблями была полной неожиданностью. Танака, тем не менее, быстро отреагировал и его эсминцы выпустили торпеды по американским кораблям, потопив один крейсер и тяжело повредив ещё три, что дало возможность уйти кораблям Танаки без существенных повреждений, но всё-таки не выполнив задачу по доставке продовольствия и медикаментов гарнизону острова. Несмотря на сокрушительное тактическое поражение ВМФ США, бой имел незначительное стратегическое значение, так как японцы не смогли воспользоваться этой победой для вытеснения войск союзников с Гуадалканала.

## Положение перед боем

### Гуадалканальская кампания
Несмотря на поражение при Мидуэе, японцы продолжали наступать на юге Тихого океана, продвигаясь вдоль Соломоновых островов. На островах Гуадалканал и Флорида были высажены небольшие японские десанты, состоящие преимущественно из строителей, для постройки аэродрома и базы гидросамолётов соответственно. Американское командование, опасаясь того, что японцы таким образом смогут перерезать транспортный поток между Австралией и США, приняло решение высадить контр-десант, состоящий из частей 1-й дивизии, морской пехоты США на 40 транспортах под прикрытием крупных сил американского и австралийского флотов на близлежащих к Гуадалканалу острова: Тулаги и Флоридских островах в архипелаге Соломоновы острова. Целями десанта были также создание плацдарма для изоляции главной японской базы в Рабауле и поддержка сухопутных сил союзников в Новогвинейской кампании. Началась Гуадалканальская кампания, продлившаяся шесть месяцев.
На рассвете 8 августа 1942 года неожиданно для японцев их немногочисленные, преимущественно строительные части (общей численностью 2000 — 3000 человек) были атакованы и уничтожены силами 11 000 американских морских пехотинцев, высадившихся в Тулаги и на ближайших небольших островах, а также у строящегося японского аэродрома у Лунга-Пойнт на Гуадалканале (уже 15 августа достроенного американцами и названного Хендерсон-Филд, в честь лётчика майора ВМС США Лофтона Р. Хендерсона, погибшего в сражении у Мидуэя). Авиация союзников, базировавшаяся на Гуадалканале, получила название «ВВС Кактуса» (CAF) по кодовому названию союзников Гуадалканала. Для защиты аэродрома морская пехота создала оборонный периметр вокруг Лунга-Пойнт. В течение двух последующих месяцев гарнизон в Лунга-Пойнт на Гуадалканале постоянно увеличивался американцами, пока не достиг численности более чем 20 000 человек.
В ответ на высадку Союзников на Гуадалканале Генеральный штаб Вооружённых сил Японии отправил корпус 17-й армии, базировавшийся в Рабауле, под командованием генерал-лейтенанта Харукити Хякутакэ, с приказом вернуть контроль над Гуадалканалом. Подразделения корпуса начали прибывать на Гуадалканал 19 августа.

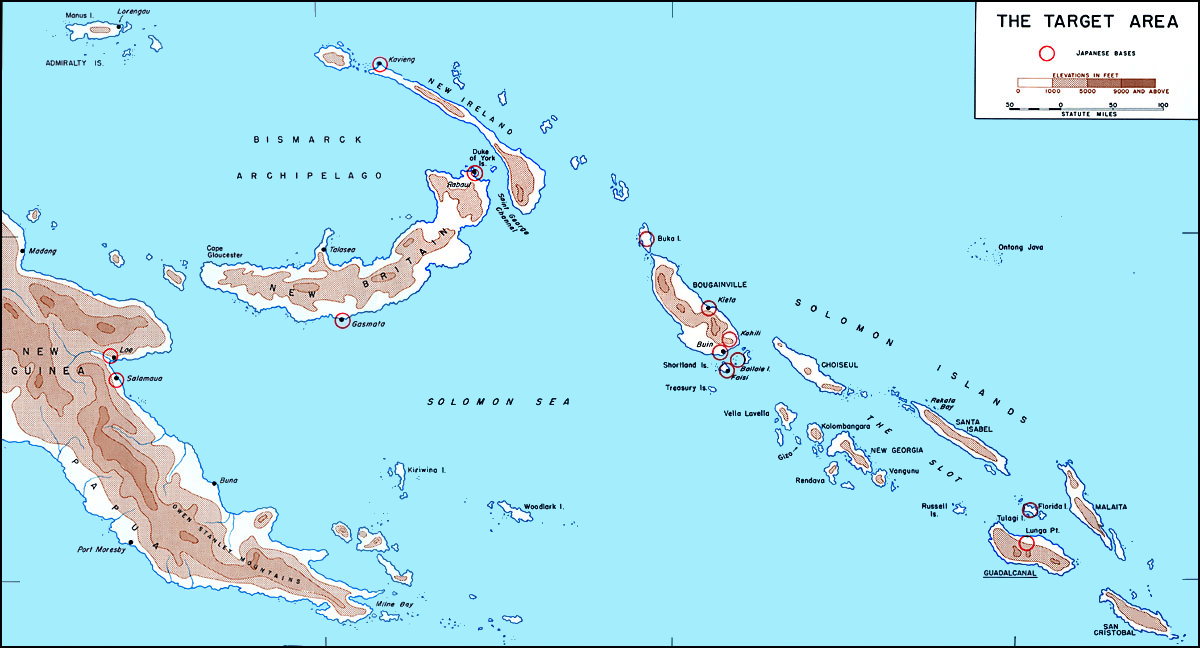
Соломоновы острова. Гуадалканал (внизу справа) расположен в юго-восточном части пролива «Слот», по которому шли корабли японского «Токийского экспресса».

Из-за угрозы со стороны авиации CAF, базировавшейся на Хендерсон-Филд, японцы практически не могли использовать крупные медленные транспортные суда для доставки солдат и вооружения на остров. Вместо этого они использовали главным образом лёгкие крейсера и эскадренные миноносцы 8-го флота под командованием вице-адмирала Гунъити Микавы, которые обычно успевали сделать рейс через пролив Слот к Гуадалканалу и обратно за одну ночь, таким образом минимизируя угрозы воздушных атак. Однако таким способом было возможно доставлять только солдат без тяжёлого вооружения и припасов, в том числе автомобилей, достаточного запаса пищи, а только то, что солдаты могли унести на себе. Кроме того, эсминцы были нужны для охраны обычных конвоев. Эта скоростная доставка военными кораблями имела место в течение всей кампании на Гуадалканале и получила прозвище «Токийский экспресс» у союзников и «Крысиная транспортировка» у японцев.
Японские войска с августа по ноябрь 1942 предприняли несколько безуспешных попыток вернуть Хендерсон-Филд и сбросить войска союзников с острова. Последняя попытка японцев доставить крупные подкрепления на остров была сорвана во время морского сражения за Гуадалканал 12-15 ноября.
26 ноября японский генерал-лейтенант Хитоси Имамура принял командование над только что сформированной в Рабауле 8-й сухопутной армией. Под новым командованием оказались армии Хякутакэ: 17-я на Соломоновых островах и 18-я на Новой Гвинее. Одной из приоритетных задач Имамуры стала задача вернуть Хендерсон-Филд и Гуадалканал. Однако наступление союзников в Буне в Новой Гвинее изменило приоритеты Имамуры. Так как успехи союзников в Буне создали непосредственную угрозу Рабаулу, Имамура приостановил отправку конвоев на Гуадалканал до разрешения ситуации на Новой Гвинее.

### Проблемы со снабжением

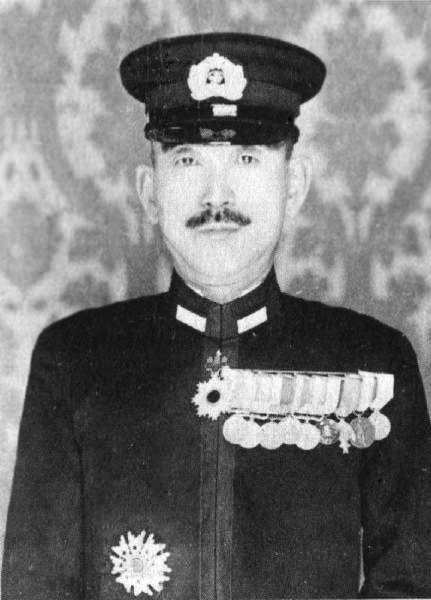
Райдзо Танака

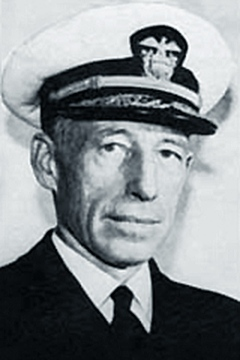
Карлтон Герберт Райт

Из-за угроз воздушных ударов самолётами ВВС «Кактуса» и атак торпедных катеров, базировавшихся в Тулаги, делавших использование транспортов чрезвычайно рискованным делом, японцы для снабжения гарнизона Гуадалканала стали использовать подводные лодки. В течение трёх недель, начиная с 16 ноября 1942 года, 16 подводных лодок доставляли на остров продовольствие, боеприпасы, горючее и медикаменты, по одной подводной лодке каждую ночь. Подводная лодка могла доставить от 20 до 30 тонн снабжения, что соответствовало суточному потреблению частей 17-й армии, но всё же нелёгкая задача транспортировки продовольствия вручную через джунгли к линии фронта отрицательно сказывалась на боеготовности японских солдат на Гуадалканале. В то же самое время японцы попытались создать три базы на центральных Соломоновых островах, с которых можно было бы организовывать снабжение Гуадалканала небольшими катерами, но разрушение этих баз авиацией союзников расстроило эти планы.
26 ноября командование 17-й армии докладывало Имамуре, гарнизон оказался перед лицом серьёзного продовольственного кризиса. Некоторые тыловые подразделения не получали пищи до 6 дней, и даже войска на фронте находились на одной трети рациона. Эта ситуация повлекла за собой возобновление транспортировки снабжения эскадренными миноносцами.
Штаб 8-го флота решил использовать эскадренные миноносцы для доставки снабжения и разработал план увеличения возможностей эсминцев для транспортировки снабжения. Эсминцы принимали на борт бочки из-под масла или топлива, которые предварительно, по мере возможности, очищались и частично заполнялись медикаментами и продовольствием, чтобы иметь достаточную плавучесть, и связывались канатами. Эсминцы подходили к точке передачи снабжения у побережья Гуадалканала, сбрасывали бочки за борт, где их подбирали пловцы или лодки. За канаты они буксировали бочки к берегу, где солдаты уже могли извлечь всё их содержимое.
Группа подкрепления 8-го японского флота под командованием контр-адмирала Райдзо Танаки, базировавшаяся на Шортлендских островах, получила приказ Микавы совершить первый из пяти запланированных рейсов по новой технологии ночью 30 ноября. Подразделение Танаки, отправленное к мысу Тассафаронга на Гуадалканале, включало восемь эсминцев (по четыре из 2-го и 15-го дивизиона эскадренных миноносцев), из которых на шесть эсминцев было погружено от 200 до 240 бочек со снабжением. Флагманом Танаки был Наганами, который вместе с Таканами составляли отряд прикрытия. Шестью миноносцами транспортного отряда стали Куросио, Оясио, Кагэро, Судзукадзэ, Кавакадзэ и Макинами. Для увеличения вместимости эсминцы-транспорты оставили запасные торпеды на Шортлендских островах, имея только по восемь торпед, заряженных в торпедные аппараты.
После морского боя у Гуадалканала американский вице-адмирал Уильям Хэлси, командующий силами союзников в южной части Тихого океана, провёл реорганизацию флота под своим командованием, в том числе 24 ноября приказал адмиралу Томасу Кинкейду создать оперативное соединение TF67, базирующееся на Эспириту-Санту. В соединение вошли три группы, две крейсерские и одна эсминцев, каждая имеющая в своём составе корабль, оборудованный радиолокатором SG. То были тяжёлые крейсера Миннеаполис, Нью-Орлеан, Пенсакола и Нортхэмптон, лёгкий крейсер Гонолулу и четыре эсминца (Флетчер, Дрэйтон, Мэури и Перкинс). Американский контр-адмирал Карлтон Райт сменил Томаса Кинкейда на посту командующего TF67 28 ноября.
Приняв командование, Райт провёл совещание с командирами кораблей, на котором обсуждал план ведения боёв с японскими кораблями в будущем, включая ночные бои у Гуадалканала. План, разработанный ещё Кинкейдом, предполагал, что оборудованные радарами эсминцы идут впереди колонны крейсеров и атакуют японские корабли торпедами сразу после их обнаружения, а затем покидают поле боя, оставляя крейсерам чистое пространство для стрельбы. Крейсера должны были начать вести артиллерийский огонь на расстоянии от 10 000 до 12 000 ярдов (от 9 144 до 10 972 м). Гидросамолёты крейсеров должны проводить разведку и сбрасывать осветительные бомбы над противником во время боя.

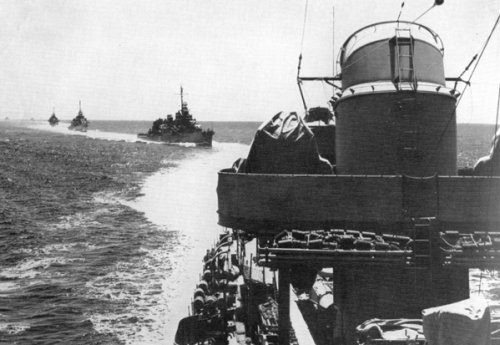
TF67 движется на Гуадалканал 30 ноября. Вид с эсминца Флетчер, за ним следуют Перкинс, Мэури, Дрэйтон и крейсера (далеко позади).

29 ноября разведывательные службы союзников перехватили и расшифровали японское сообщение, переданное 17-й армии на Гуадалканале, предупреждающее о сроках прихода отряда Танаки. Получив эту информацию, Хэлси приказал Райту силами TF67 перехватить Танаку у Гуадалканала. Соединение TF67, где флагманом Райта стал Миннеаполис, покинуло Эспириту-Санту на скорости 27 узлов (50 км/ч) сразу после полуночи 29 ноября и совершило переход в 580 миль (1075 км) к Гуадаланалу. Во время перехода были встречены эсминцы Лэмсон и Ларднер, которые возвращались после сопровождения конвоя на Гуадалканал. Им было приказано присоединиться к TF67. Испытывая недостаток времени для того, чтобы посвятить командиров встреченных эсминцев в план боя, Райт приказал им занять место в колонне за крейсерами. В 17:00 30 ноября крейсера Райта запустили по одному гидросамолёту в сторону Тулаги, чтобы они могли осветить корабли противника во время предстоящего ночного боя. В 20:00 Райт приказал объявить боевую тревогу на кораблях.
Отряд Танаки покинул Шортлендские острова сразу после полуночи 30 ноября и направился к Гуадалканалу. Танака принял меры, чтобы избежать обнаружения воздушной разведкой союзников, сначала направив корабли к северо-востоку через Бугенвильский пролив, а затем повернув на юго-восток, и прошёл проливом Индиспенсибл. Пол Мэйсон, австралийский береговой наблюдатель, пост которого находился на юге Бугенвиля, передал по радио сообщение об отходе кораблей Танаки с Шортлендских островов. Это донесение было получено Райтом. В то же самое время японские разведывательные самолёты обнаружили конвой союзников у Гуадалканала и сообщили об этом Танаке, который предупредил командиров эсминцев, что этой ночью возможен бой и «При таком повороте событий будет важнее всего уничтожить врага, даже если придётся отказаться от доставки снабжения.»

## Бой

### Перед боем

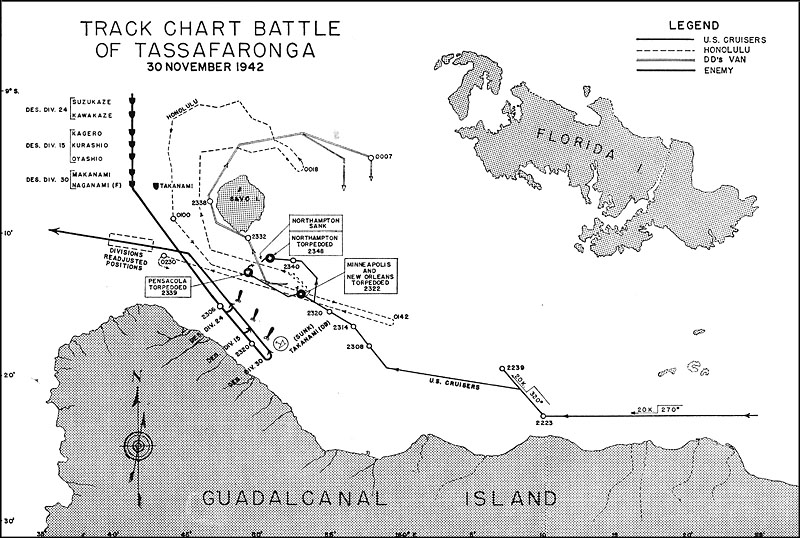
Схема боя у Тассафаронги, построенная на данных участников боя с американской и японской сторон

В 21:40 30 ноября на кораблях Танаки, идущих проливом Индиспенсибл, увидели остров Саво. Японские корабли шли колонной с интервалом 660 ярдов (600 м), впереди шёл Оясио, Куросио, Кагэро, Макинами, Наганами [отряд прикрытия], Кавакадзэ и Судзукадзэ. Таканами [отряд прикрытия] шёл на левом траверзе головного эсминца. В то же самое время соединение TF67 вошло в пролив Ленго и направилось в пролив Железное дно. Корабли Райта шли колонной, в ордере Флетчер, Перкинс, Мэури, Дрэйтон, Миннеаполис, Нью-Орлеан, Пенсакола, Гонолулу, Нортхэмптон, Лэмсон и Ларднер. Четыре первых эсминца шли перед крейсерами на расстоянии 4 000 ярдов (3 660 м), а крейсера шли за ними на расстоянии 1000 ярдов (910 м) от арьергарда.
В 22:40 корабли Танаки прошли южнее Саво в 3 милях (5,5 км) от Гуадалканала и снизили скорость до 12 узлов (22,2 км/ч), так как они уже подходили к зоне разгрузки. Таканами занял позицию в 1 миле (1,8 км) мористее для прикрытия колонны. В то же самое время соединение TF67 выходило из пролива Ленго на участок акватории печально известный как Железное дно со скоростью 20 узлов (37 км/ч). Эсминцы авангарда Райта двигались несколько ближе к берегу, чем крейсера, которые в свою очередь двигались строем, напоминающим строй пеленга. Ночное небо было безлунным и видимость составляла от 2 до 7 миль (от 3,7 до 13 км). Гидросамолёты крейсеров Райта после вечерней разведки улетели в гавань Тулаги, и в дальнейшем участия в бою не принимали.
В 23:06 корабли Райта начали обнаруживать корабли Танаки радарами на дистанции около 23 000 ярдов (21 030 м). Райт начал выстраивать свои корабли в единую колонну, продолжая двигаться в сторону острова Саво. В то же самое время корабли Танаки, которые не были оборудованы радарами, разбились на две группы и приготовились сбрасывать бочки за борт. Наганами, Кавакадзэ и Судзукадзэ направились к своей точке выгрузки у рифа Дома, а Макинами, Кагэро, Оясио и Куросио направились к Тассафаронге. В 23:12 находящийся в охранении Таканами визуально обнаружил корабли Райта, приняв их за 7 эсминцев, и быстро оповестил остальные японские корабли. В 23:16 Танака приказал прекратить разгрузку и объявить на кораблях боевую тревогу. Через несколько минут, когда сигнальщики «Наганами» обнаружили в темноте силуэты кораблей Райта, Танака скомандовал: «Всем кораблям сблизиться и атаковать.»

### Ход боя

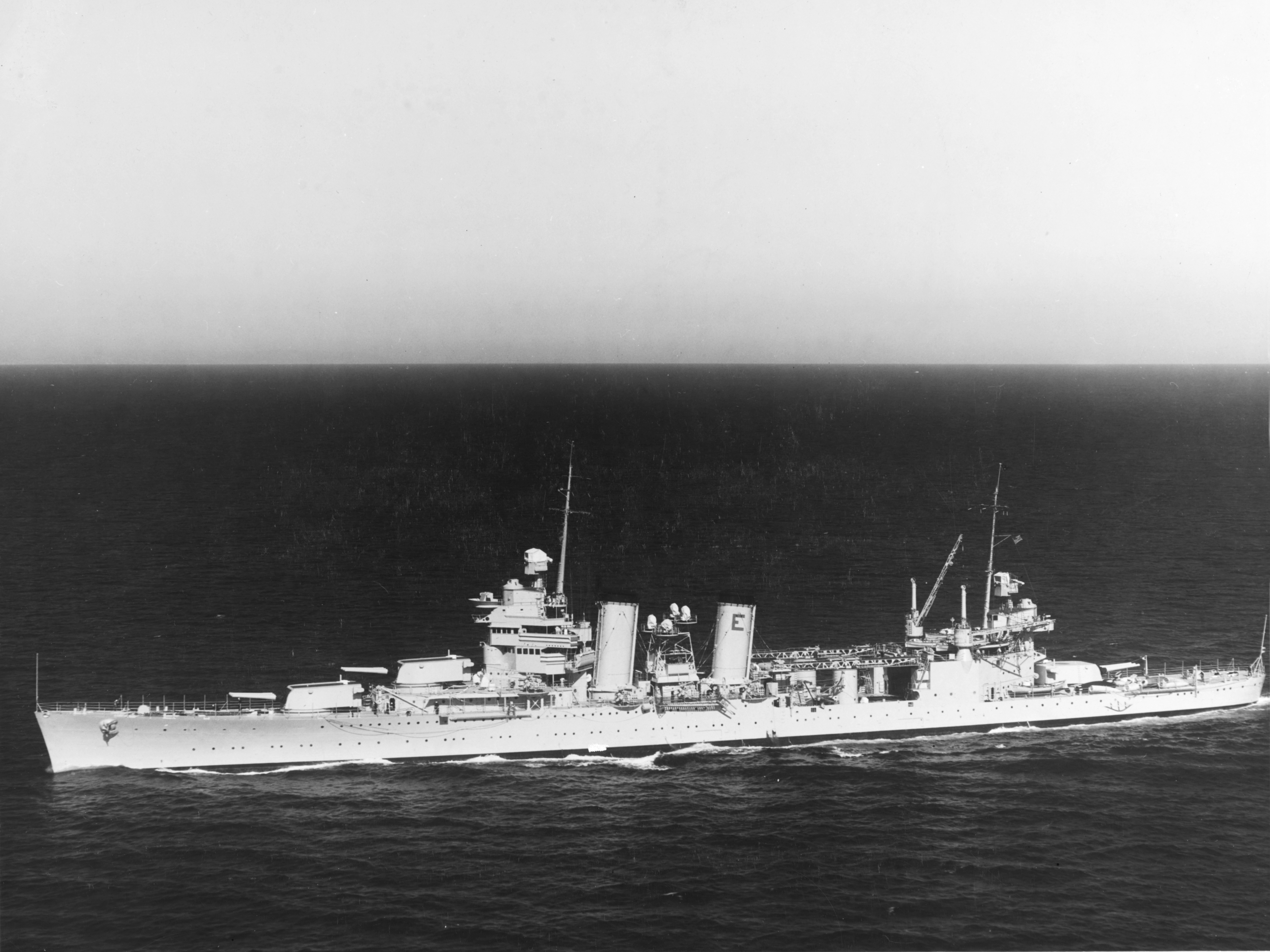
Миннеаполис

В 23:14 операторы на Флетчере установили уверенный радиолокационный контакт с Таканами и первой группой транспортных эсминцев. В 23:15, когда до противника было 7 000 ярдов (6 400 м), коммандор (каптан 2-го ранга) Уильям М. Коул, командир группы эсминцев Райта и командир Флетчера, сообщил Райту о готовности к торпедной атаке. Райт, поколебавшись, подождал две минуты и затем ответил: «Дистанция до кораблей [Танаки на радаре] пока недостаточна.» Коул ответил, что дистанция достаточна. Райт погрузился в размышления ещё на две минуты. Когда же он дал разрешение на торпедную атаку, цели американских эсминцев ушли с оптимальной дальности, достигнув предела дальности стрельбы американских торпед. В 23:20 Флетчер, Перкинс и Дрэйтон всё же выпустили в общей сложности 20 торпед по кораблям Танаки. Мэури, не имеющий радара SG, и не вошедший в визуальный контакт с противником, от торпедной атаки воздержался.
В то же самое время Райт приказал своим кораблям открыть артиллерийский огонь. В 23:21 Миннеаполис дал первый залп, за ним последовали остальные американские крейсера. В это же время четыре эсминца Коула выстрелили осветительными снарядами в направлении целей и увеличили ход, чтобы уйти с места боя и не мешать действиям своих крейсеров.
Из-за того, что Таканами находился к колоне Райта ближе всех японских эсминцев, он стал главной целью артиллеристов американских кораблей. Таканами в ответ открыл артиллерийский огонь и даже выпустил все восемь своих торпед, но за короткое время получил несколько попаданий тяжёлыми снарядами, и через четыре минуты на нём бушевали пожары и он прекратил огонь. Так как весь огонь американских кораблей был сосредоточен на горящем, вышедшем из строя Таканами, остальные японские корабли без помех смогли выйти в торпедную атаку на американские корабли.

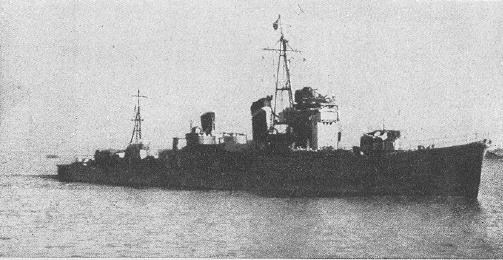
Японский эсминец Кавакадзэ

Идущий в центре японской колонны флагман Танаки, Наганами, развернулся через правый борт, открыл огонь и начал ставить дымовую завесу. Следующие за ним Кавакадзэ и Судзукадзэ, развернулись через левый борт. В 23:23 Судзукадзэ выпустил восемь торпед, целясь по вспышкам орудийных выстрелов американских крейсеров, за ним последовали Наганами и Кавакадзэ, которые также разрядили свои торпедные аппараты в сторону американцев в 23:32 и 23:33 соответственно. Благодаря энергичным манёврам японцев, американские торпеды прошли мимо, хотя Танака утверждал, что две торпеды прошли прямо перед форштевнем флагманского «Наганами», а «Судзукадзе» пришлось уклониться от торпед, изменив курс вправо. В то же время, историк Рассел С. Креншоу мл. считает, что если бы двадцать торпед, выпущенных американскими эсминцами, не были безнадёжно низкого качества, исход боя мог быть иным.
Тем временем четыре эсминца, составлявшие голову японской колонны, продолжали движение к берегу Гуадалканала, следуя противоположным курсом крейсерам Райта. Макинами выпустил все восемь торпед в 23:28, Кагеро и Куросио выпустили по четыре, а Оясио восемь торпед в направлении колонны Райта, а затем развернулись и увеличили скорость. Всего за 10 минут японские эсминцы выпустили по противнику 44 торпеды. Крейсера Райта продолжали следовать прежними курсом и скоростью.
В 23:27, когда Миннеаполис дал девятый залп и Райт уже собирался приказать крейсерам изменить курс, две торпеды из восьми Судзукадзэ или Таканами, попали в носовую часть крейсера. Одна торпеда взорвалась в районе танка авиатоплива перед башней ГК № 1, вызвав детонацию бензина, а вторая ударила в районе котельных отделений. В результате три отделения из четырёх оказались затоплены. Носовая часть перед орудийной башней № 1 надломилась и опустилась под углом 70°, корабль потерял ход и обесточился. На нём возникли неконтролируемые пожары. Погибло 37 человек.

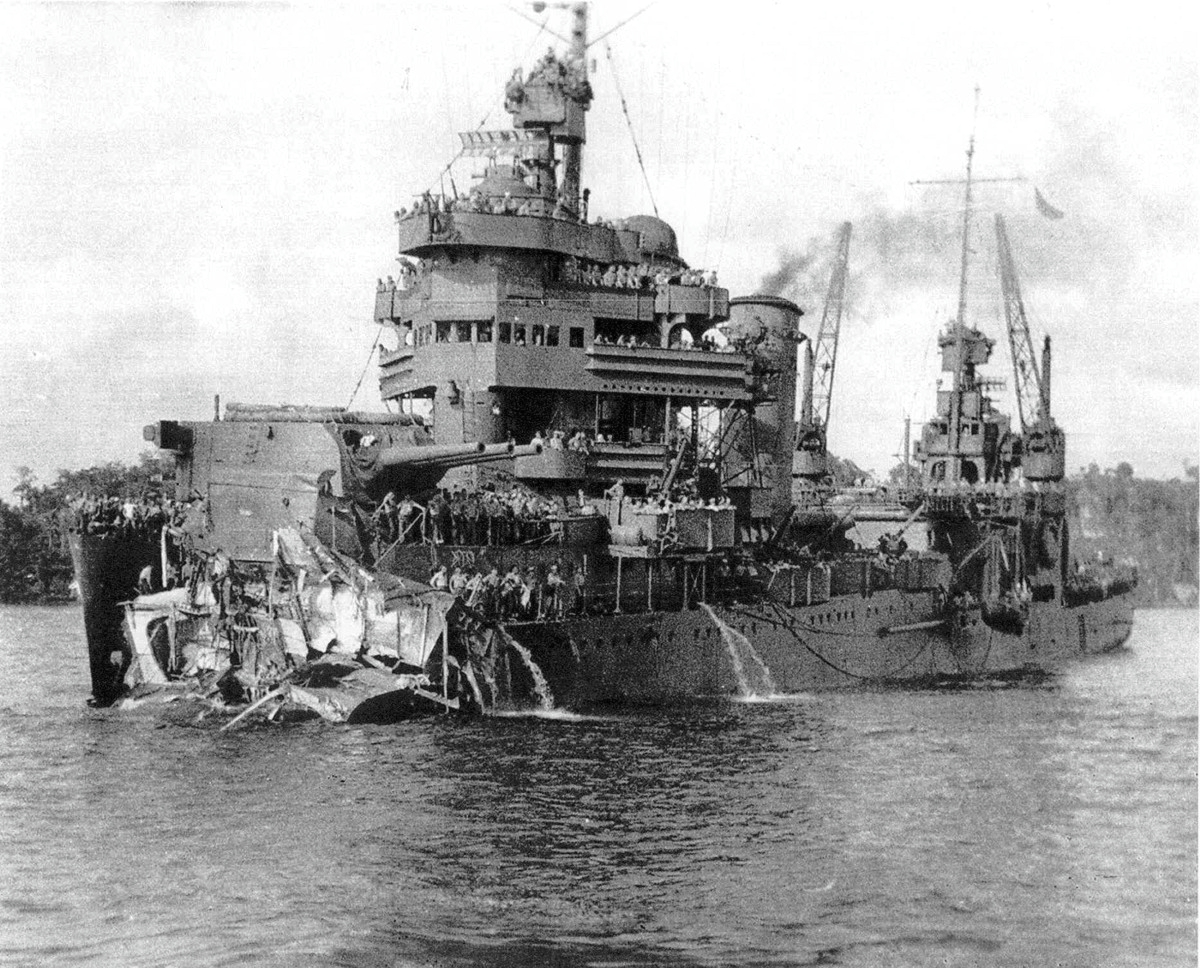
Нью-Орлеан у Тулаги утром после боя, нос оторван полностью до второй башни

Менее чем через минуту после этого торпеда попала в Нью-Орлеан в район артиллерийских погребов башни ГК № 1. От взрыва торпеды сдетонировал бензин в танке авиатоплива, что, в свою очередь вызвало детонацию боезапаса в погребах башни. Взрывом оторвало носовую часть корабля до башни ГК № 2. Её завернуло влево, ударило о корпус, так как крейсер продолжал двигаться по инерции, затем она окончательно оторвалась и в скором времени затонула. Все, находившиеся в первой и второй башнях, погибли. Нью-Орлеан ещё успел развернуться через правый борт, а затем потерял ход и остался без связи. Всего погибло 183 человека. Герберт Браун, матрос с Нью-Орлеана, описывал события после попадания торпеды так:

Мне пришлось это увидеть. Я двигался впритирку вдоль молчащей второй башни и был остановлен спасательным тросом, натянутым между леером левого борта и башней. Слава Богу, что он был здесь, ещё один мой шаг и я бы полетел головой вниз в тёмную воду с тридцатифутовой высоты. Нос «ушёл». Сто двадцать пять футов корабля и первая носовая артиллерийская башня с тремя восьмидюймовыми пушками «ушли». Восемнадцать сотен тонн корабля «ушли». Боже мой, все те ребята, с которыми я прошёл учебный лагерь, все погибли.
Оригинальный текст (англ.)I had to see. I walked alongside the silent turret two and was stopped by a lifeline stretched from the outboard port lifeline to the side of the turret. Thank God it was there, for one more step and I would have pitched head first into the dark water thirty feet below. The bow was gone. One hundred and twenty five feet of ship and number one main battery turret with three 8 inch guns were gone. Eighteen hundred tons of ship were gone. Oh my God, all those guys I went through boot camp with - all gone.

Пенсакола шёл следующим в колонне крейсеров. Когда Миннеаполис и Нью-Орлеан получили попадания и замедлили ход, Пенсакола не нашёл ничего лучше, чем повернуть влево, оставляя их по правому борту (то есть собираясь пройти между повреждёнными крейсерами и противником) и затем, миновав их, снова вернулся на первоначальный курс. В 23:39 Пенсакола получил попадание торпеды в районе грот-мачты. Взрывом оторвало левый внешний гребной вал. Воспламенился мазут из разрушенных топливных танков и залил кормовое машинное отделение, убив 125 человек. Корабль получил крен в 13° на левый борт, потерял ход и обесточился, лишился связи.
Идущий за Пенсаколой, Гонолулу предпочёл оставить Миннеаполис и Нью-Орлеан по левому борту. В то же самое время командир приказал увеличить ход до 30 узлов (55,6 км/ч). Резко маневрируя, крейсер успешно уклонился от японских торпед, ведя огонь главным калибром по быстро удаляющимся японским эсминцам.
Последний крейсер в американской колонне, Нортхэмптон, последовал за Гонолулу оставляя с левого борта повреждённые и горящие крейсера. В отличие от Гонолулу Нортхэмптон не увеличил хода и не производил резких манёвров. В 23:48, после возвращения на прежний курс, Нортхэмптон получил попадания двух торпед с Кавакадзэ в район кормового машинного отделения с интервалом в четыре секунды, на расстоянии 40 футов (12,2 м) одна от другой. От взрыва двух торпед ниже ватерлинии образовалась пробоина площадью около 100 квадратных футов (96 м²). Кормовое машинное отделение было мгновенно затоплено, три из четырёх валов прекратили вращаться, корабль накренился на 10° на левый борт и стал беспомощно кружить на месте. Погибло 50 человек.
На последних кораблях колонны Райта, Лэмсоне и Ларднере, противника не обнаружили. Концевой Ларднер выпустил 5 торпед наугад по каким-то неясным силуэтам, мелькавшим на фоне берега. Затем они вышли из боя и оказались восточнее после того, как были ошибочно обстреляны из пулемётов с Нью-Орлеана. Четыре эсминца Коула обогнули остров Саво на максимальной скорости и вернулись на поле боя, но он уже закончился.
Тем временем в 23:44 Танака приказал своим кораблям прекратить бой и быстро покинуть место сражения. Во время прохождения вдоль берега Гуадалканала Куросио и Кагеро выпустили 8 торпед по американским транспортам, но все они прошли мимо. Когда Таканами не ответил на вызов по радио, Танака приказал Оясио и Куросио вернуться ему на помощь. Эсминцы обнаружили горящий корабль в 01:00 1 декабря и уже начали спускать спасательные шлюпки, но прекратили спасательную операцию после обнаружения поблизости американских кораблей. Оясио и Куросио быстро покинули пролив и присоединились к оставшимся кораблям Танаки на обратном пути к Шортлендским островам, куда они дошли через 10 часов. Таканами был единственным японским кораблём, потопленным огнём американских кораблей.

## Последующие события
Экипаж Таканами оставил корабль в 01:30, в результате взрыва на борту Таканами многие из членов экипажа погибли уже в воде, в том числе командир дивизиона эсминцев Тосио Симидзу и командир корабля Масами Огура. Из 244 членов экипажа 48 достигли берега Гуадалканала, 19 из них были взяты в плен американцами.

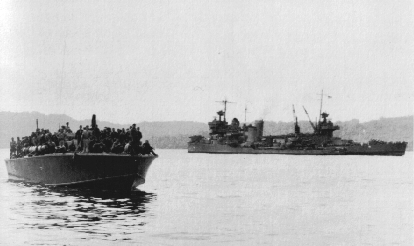
Торпедные катера поднимают спасшихся с Нортхэмптона у Тулаги утром 1 октября. На заднем плане Нью-Орлеан.

Экипаж Нортхэмптона не смог справиться с пожарами. Крен крейсера достиг 23° на левый борт. Кроме того, потерявший ход корабль попал под обстрел японских орудий с Гуадалканала. К 02.00 крен увеличился до 35° и командир приказал покинуть корабль. В 03.04 Нортхэмптон перевернулся и затонул кормой вперёд в 4 милях (7,4 км) западнее бухты Дома на Гуадалканале (09°12′ ю. ш. 159°50′ в. д.). Флетчер и Дрэйтон приняли 773 спасшихся.
Несмотря на тяжёлые повреждения, Миннеаполис, Нью-Орлеан и Пенсакола смогли пройти 19 миль (35,2 км) до Тулаги. К утру 1 декабря угроза гибели крейсеров была ликвидирована, хотя пожары на Пенсаколе продолжались около 12 часов и добрались до погреба башни ГК № 3, где поочерёдно сдетонировали 150 снарядов ГК. Пенсакола вышел из Тулаги на ремонт в доках тыловых баз и прибыл туда для дальнейшего ремонта уже 6 декабря. После сооружения временных носов из кокосовых брёвен Миннеаполис и Нью-Орлеан вышли из Тулаги в Эспириту-Санту и Сидней соответственно 12 декабря. Все три крейсера прошли длительный и дорогостоящий ремонт. Нью-Орлеан вернулся в строй в августе, Миннеаполис в сентябре, а Пенсакола в октябре 1943 года.

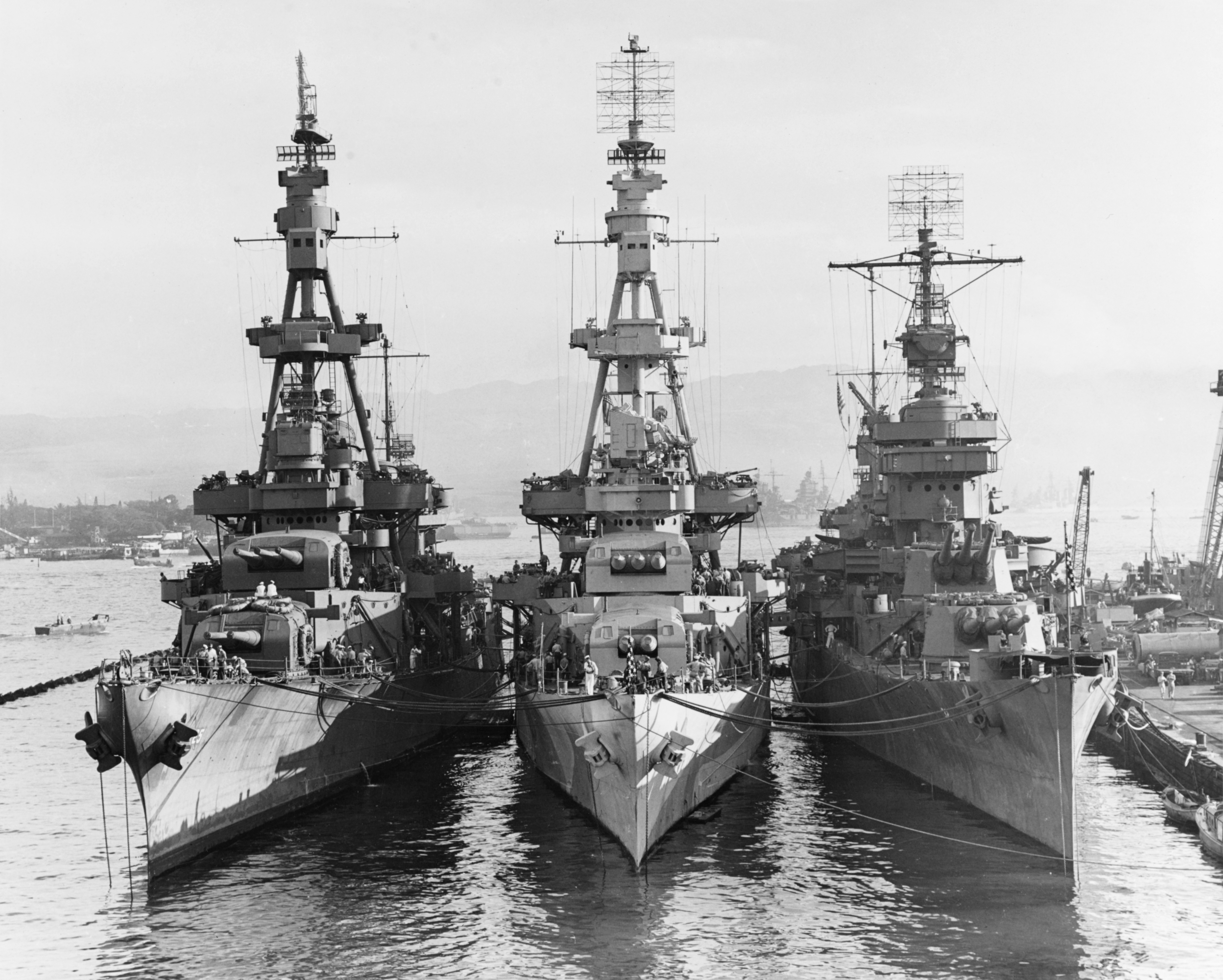
Пенсакола (в центре) и Нью-Орлеан (справа) (вместе с Солт-Лейк-Сити) в Пирл-Харборе 31 октября 1943 года после завершения ремонта

Этот бой стал одним из самых больших по потерям поражений американского флота во время Второй мировой войны, третьим после нападения на Пёрл-Харбор и боя у острова Саво. После боя, учитывая потери во время боя у острова Саво, боя у мыса Эсперанс и морского сражения за Гуадалканал временно вышли из строя 4 тяжёлых и 9 лёгких крейсеров из находящихся на Тихом океане. Несмотря на поражение в бою, Райт был награждён Военно-морским крестом, одной из самых высоких наград ВМС США за отвагу, за действия во время сражения. Оправдывая, в некоторой степени, потери своего соединения, Райт в отчёте о бое докладывал, что его корабли потопили четыре и повредили два японских эсминца. Хэлси, в своих комментариях к отчёту Райта, перенёс большую часть вины за поражение на Коула, утверждая, что командир дивизиона эсминцев выпустил свои торпеды со слишком большой, чтобы залп был эффективным, дистанции и должен был «помочь» крейсерам вместо обхода острова Саво. Танака доложил своему командованию, что во время боя потопил линкор и два крейсера.
Бой у Тассафаронги вызвал обсуждение в штабе Тихоокеанского флота США на тему изменения тактической доктрины и необходимости технических нововведений, таких как беспламенный порох. Однако только через восемь месяцев высшее морское командование признало, что имели место проблемы с техническим состоянием торпед. Кроме того, американцы оставались в неведении относительно дальности хода и мощности японских торпед и эффективности японской тактики ночных боёв. Райт утверждал, что его корабли, вероятно, были атакованы подводными лодками, так как с того расстояния, с которого он наблюдал расположение кораблей Танаки «было бы невозможно выпустить торпеды с характеристиками скорости и дальности аналогичными нашим», чтобы нанести такой серьёзный ущерб. В то же время как Танака заявлял, что выпустил торпеды с расстояния менее трёх миль. Американцы не признавали истинных характеристик торпед их противника на Тихом океане и успешности его ночной тактики до 1943 года. После войны Танака говорил о победе у Тассафаронги: «Я слышал, что американские флотские эксперты хвалили мои действия в этом бою. Но я не заслуживаю такой чести. Это было превосходное мастерство и большая преданность тех, кто служил со мной, кто принёс нам эту тактическую победу.»
Несмотря на поражение в бою, американцы помешали Танаке доставить жизненно необходимое продовольствие на Гуадалканал, хотя и дорогой ценой. Второй японский конвой с продовольствием из 10 эсминцев под командованием Танаки 3 декабря успешно доставил 1500 бочек с провизией к Тассафаронге, но американские самолёты уничтожили все, кроме 310 из них, на следующий день после выгрузки. 7 декабря третий конвой из 12 эсминцев был вынужден развернуться и уйти после атаки американских торпедных катеров у мыса Эсперанс. Следующей ночью два американских торпедных катера торпедировали и потопили японскую подводную лодку I-3, которая пыталась доставить продовольствие на Гуадалканал. Только 4 члена экипажа I-3 покинули тонущую лодку и были спасены японскими солдатами на берегу. Столкнувшись с существенными трудностями в доставке продовольствия на остров, японский флот 8 декабря информировал Имамуру о немедленном прекращении всех доставок грузов на Гуадалканал эсминцами. После протестов Имамуры флот согласился на ещё один рейс к острову. Танака отметил, что причиной, почему 1500 бочек не были вытащены на берег немедленно после выгрузки с эсминцев, стал «недостаток людей на берегу, могущих тащить канаты, физическое истощение тех, кто мог это делать, и фактически многие канаты рвались, когда бочки цеплялись за препятствия в воде».
Последняя попытка доставить продовольствие на Гуадалканал эсминцами в 1942 была организована Танакой ночью 11 декабря, конвоем из 11 эсминцев. Пять американских торпедных катеров встретили Танаку у Гуадалканала и торпедировали флагманский корабль Тэрудзуки, серьёзно повредив эсминец и ранив Танаку. После этого Танака перешёл на Наганами, а Тэрудзуки был оставлен. Только 220 из 1200 бочек, выгруженных той ночью, были вытащены японскими солдатами на берег. Впоследствии, 29 декабря 1942 года, Танака был отстранён от командования и переведён в Японию.
12 декабря командование японским флотом предложило оставить Гуадалканал. Несмотря на возражения командующих сухопутными силами, которые надеялись, что Гуадалканал можно отбить у Союзников, Генеральный штаб Вооружённых сил Японии получил одобрение у Императора 31 декабря 1942 на эвакуацию всех японских сил с острова и создание новой линии обороны Соломоновых островов на Нью-Джорджии. Японцы начали эвакуацию оставшихся войск с Гуадалканала в течение трёх ночей со 2 по 7 февраля 1943 года, уступив победу в трудной полугодовой кампании союзникам. Укрепив успех на Гуадалканале и ближайших островах, союзники продолжили кампанию против Японии, в конечном счёте одержав победу во Второй мировой войне.